# BRP Malamawi
Le BRP Malamawi (FPB-2403) est le troisième des quatre patrouilleurs de classe Boracay de 24 mètres de long construits en France par Ocea pour la Garde côtière philippine sur la base de la conception Ocea FPB (Fast Patrol Boat) 72.

## Construction, livraison et mise en service
Le BRP Malamawi a été lancé en juillet 2018 sur le site d’Ocea aux Sables-d’Olonne, en France,. Il a été mis en service en janvier 2019 à Manille, aux Philippines, avec son sister-ship le BRP Kalanggaman (FPB-2404),,.

## Historique
Fin mars 2019, le BRP Malamawi a été déployé par la Garde côtière philippine dans la ville de Zamboanga pour renforcer la campagne de lutte contre la contrebande dans le district de la Garde côtière du sud-ouest de Mindanao (CGDSWM). Le BRP Malamawi est arrivé au port de Zamboanga vendredi 29 mars 2019 au matin. Le patrouilleur, commandé par le commandant Rolando Lorenzana, a été exploité conjointement par la PCG et le Bureau des douanes (BoC) pour combattre la contrebande, ainsi que la piraterie, le trafic de drogue et les autres activités illégales dans les zones de Zamboanga, Basilan, Sulu et Tawi-Tawi (ZamBaSulTa).
Le 18 novembre 2021, le BRP Malamawi a participé à un exercice maritime conjoint entre les Philippines et le Japon de communication et de lutte contre la piraterie dans le passage de Sibutu à Tawi-Tawi. L’exercice a vu la participation du BRP Bagacay (MRRV-4410) et du BRP Malamawi de la Garde côtière philippine (PCG), tandis que les Garde-côtes du Japon (JCG) ont envoyé le JCGS Tsugaru (PLH-02) avec son hélicoptère. Au cours de l’exercice, l’hélicoptère des JCG a recherché des bateaux suspects et les a signalés à la PCG et aux JCG par le biais de communications entre les navires.
Du 4 au 8 juillet 2022, le BRP Malamawi a participé à l’exercice de sécurité maritime multi-agences Kadagatan 2022. Cet exercice a lieu chaque année et met l’accent sur les opérations conjointes entre les divers organismes d’application de la loi maritime. L’événement principal de l’exercice a eu lieu le 7 juillet dans le détroit de Mactan. La marine philippine (PN) s’est jointe pour cet exercice à diverses agences, dont la Garde côtière philippine, la Police nationale philippine, le Bureau des douanes, l’Agence philippine de lutte contre la drogue et le Bureau des pêches et des ressources aquatiques. Parmi les navires notables qui ont participé à l’exercice, il y a eu le BRP Tausug (AT-295), le BRP Enrique Jurado (PC-371) et le BRP Malamawi de la PCG. De plus petites embarcations du PN, du PCG, du BFAR et du BOC ont également participé à l’exercice. Au total, 11 navires y ont participé. Les activités de l’exercice comprenaient des exercices de communication, de photo, de lutte contre les incendies en mer et d’intervention en cas de déversement d’hydrocarbures.